# 스파이더위크가의 비밀
스파이더위크가의 비밀(영어: The Spiderwick Chronicles)은 토니 디털리치와 홀리 블랙의 소설 시리즈이다.

## 시리즈
- 아서 스파이더위크의 요정 도감 (The Field Guide)
- 마법의 돌멩이 렌즈 (The Seeing Stone)
- 루신다 할머니의 비밀 (Lucinda's Secret)
- 철로 만든 아름다운 나무 (The Ironwood Tree)
- 멀가래스의 분노 (The Wrath of Mulgarath)
- The Nixie's Song
- A Giant Problem
- The Wyrm King